# Horolodectes sunae
Horolodectes sunae (лат.) — вид вымерших млекопитающих из семейства Horolodectidae клады Eutheria, живших во время  палеоцена (61,7—56,8 млн лет назад) на территории современной провинции Альберта (Канада). Единственный известный науке вид в своём роде.
Известные науке окаменелости Horolodectes sunae представлены фрагментами верхней и нижней челюстей с зубами. Строение зубов этого зверя столь оригинально, что пока нет возможности определить его систематическое положение. Длина тела животного составляла около 10 см.